# آن اسپنسر
آن بتل اسپنسر (زاده ۶ فوریه ۱۸۸۲ – درگذشته ۲۷ ژوئیه ۱۹۷۵) شاعر، معلم، فعال حقوق مدنی، کتابدار و باغبان آمریکایی بود. او یکی از چهره‌های برجسته رنسانس هارلم بود که با نام جنبش سیاهپوستان جدید نیز شناخته می‌شود، با توجه به اینکه بیشتر عمرش را در ویرجینیا گذراند و دور از مرکز این جنبش در نیویورک زندگی می‌کرد، تأثیر زیادی در آن داشت، او هنگام حضور در مدرسه علمیه ویرجینیا در لینچبرگ، ویرجینیا با ادوارد اسپنسر آشنا شد. آنها پس از ازدواج در سال ۱۹۰۱، به خانه‌ای در خیابان پیرس شماره ۱۳۱۳ نقل مکان کردند و در آنجا تشکیل خانواده داده و تا پایان عمر با یکدیگر زندگی کردند.

## زندگی

### اوایل زندگی

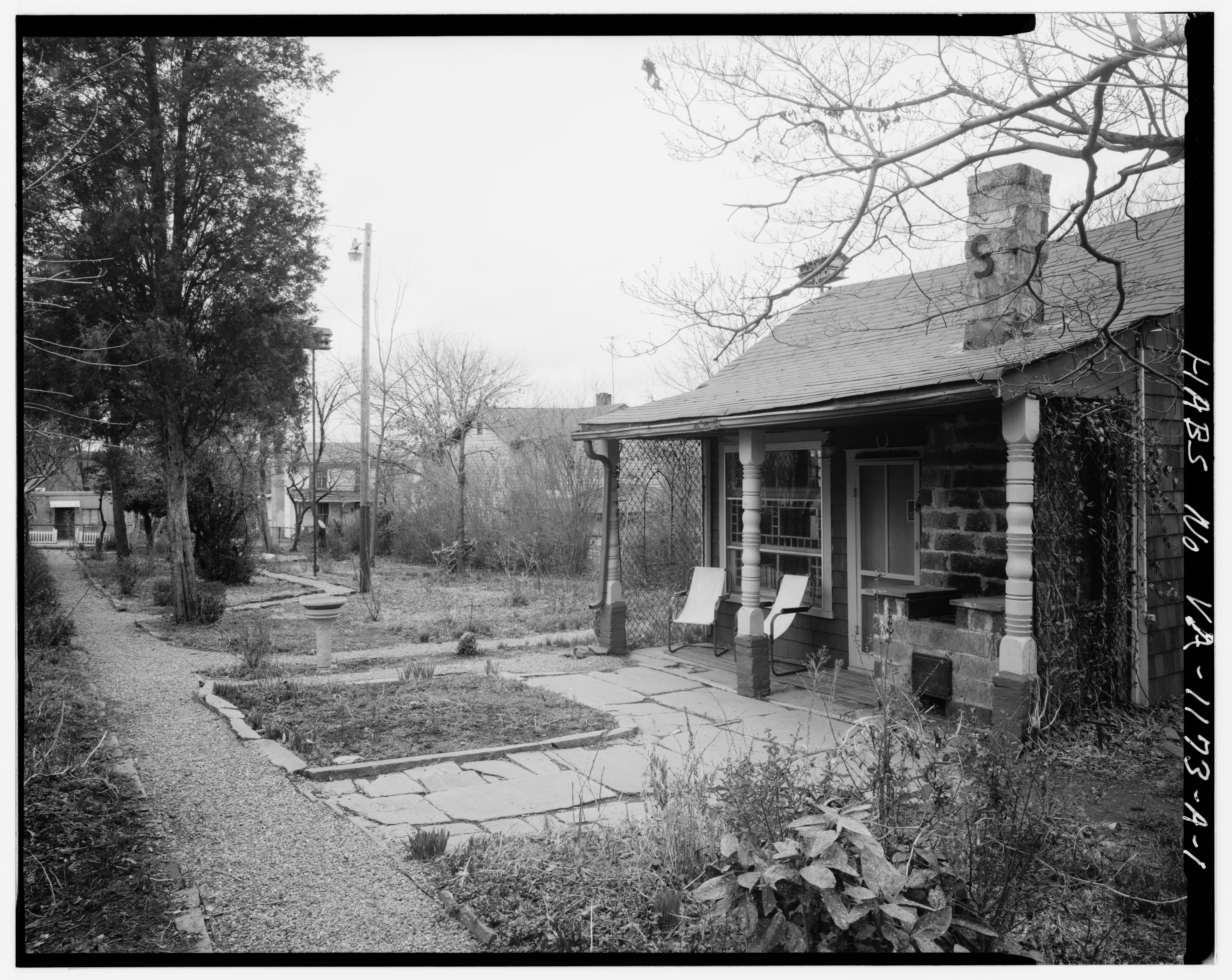
باغ خانه اسپنسر در لینچبرگ

آن بتل بنیستر در شهرستان هنری، ویرجینیا، از جوئل سیفوس بنیستر و سارا لوئیز اسکیلز، آمریکایی‌های آفریقایی‌تبار، متولد شد. والدین او پس از ازدواج در یک مزرعه کار می‌کردند. اگرچه پدرش جوئل در سال ۱۸۶۲ برده به دنیا آمد، والدین آن جزو اولین نسل آمریکایی‌های آفریقایی‌تبار بودند که دوران کودکی‌شان پس از لغو برده‌داری سپری شد.
آن بتل به عنوان تنها فرزند خانواده، مورد توجه خاص و محبت والدینش قرار داشت، البته والدینش به دلیل تفاوت در ایده‌های مربوط به تربیت فرزند از هم جدا شدند. آن بنیستر پس از جدایی آنها از یکدیگر، با نام مادرش به آن اسکالس معروف شد. وی با مادرش به ویرجینیای غربی نقل مکان کردند و در برمول ساکن شدند، شهری که پذیرش آمریکایی‌های آفریقایی‌تبار و مهاجران در آن زمان غیرعادی بود. آن در خانواده دیکسی اقامت کرد در حالی که مادرش به عنوان آشپز در مسافرخانه محلی کار می‌کرد. ویلیام تی دیکسی، صاحب آرایشگاه بود و همسرش، ویلی بل، و پنج فرزندشان، اعضای برجسته جامعه آفریقایی آمریکایی بودند.

### زندگی ادبی

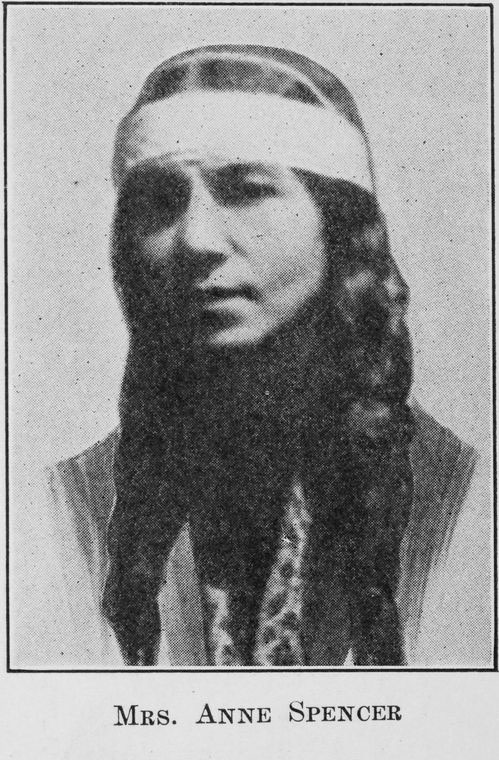
آن اسپنسر، حدود سال ۱۹۲۳

زندگی ادبی آن اسپنسر از زمانی آغاز شد که او در مدرسه علمیه ویرجینیا دانشجو بود، جایی که اولین شعر خود با عنوان «شکاک» را سرود. او در تمام طول زندگی‌اش به سرودن شعر ادامه داد و از هر تکه کاغذ یا صفحه کاتالوگ باغبانی که برای ثبت افکارش در دسترس بود، استفاده می‌کرد. اشعار اسپنسر از نژاد، طبیعت و واقعیت‌های تلخ جهانی که در آن زندگی می‌کرد، سخن می‌گفت. آثار او به‌طور گسترده در گلچین‌ها گردآوری شد. حرفه شاعری اسپنسر از سال ۱۹۱۹ آغاز شد، اولین شعر آن با عنوان «پیش از جشن در شوشان» در شماره فوریه ۱۹۲۰ مجله «کرایس» منتشر شد. او در زمان انتشار اولین شعرش چهل ساله بود.

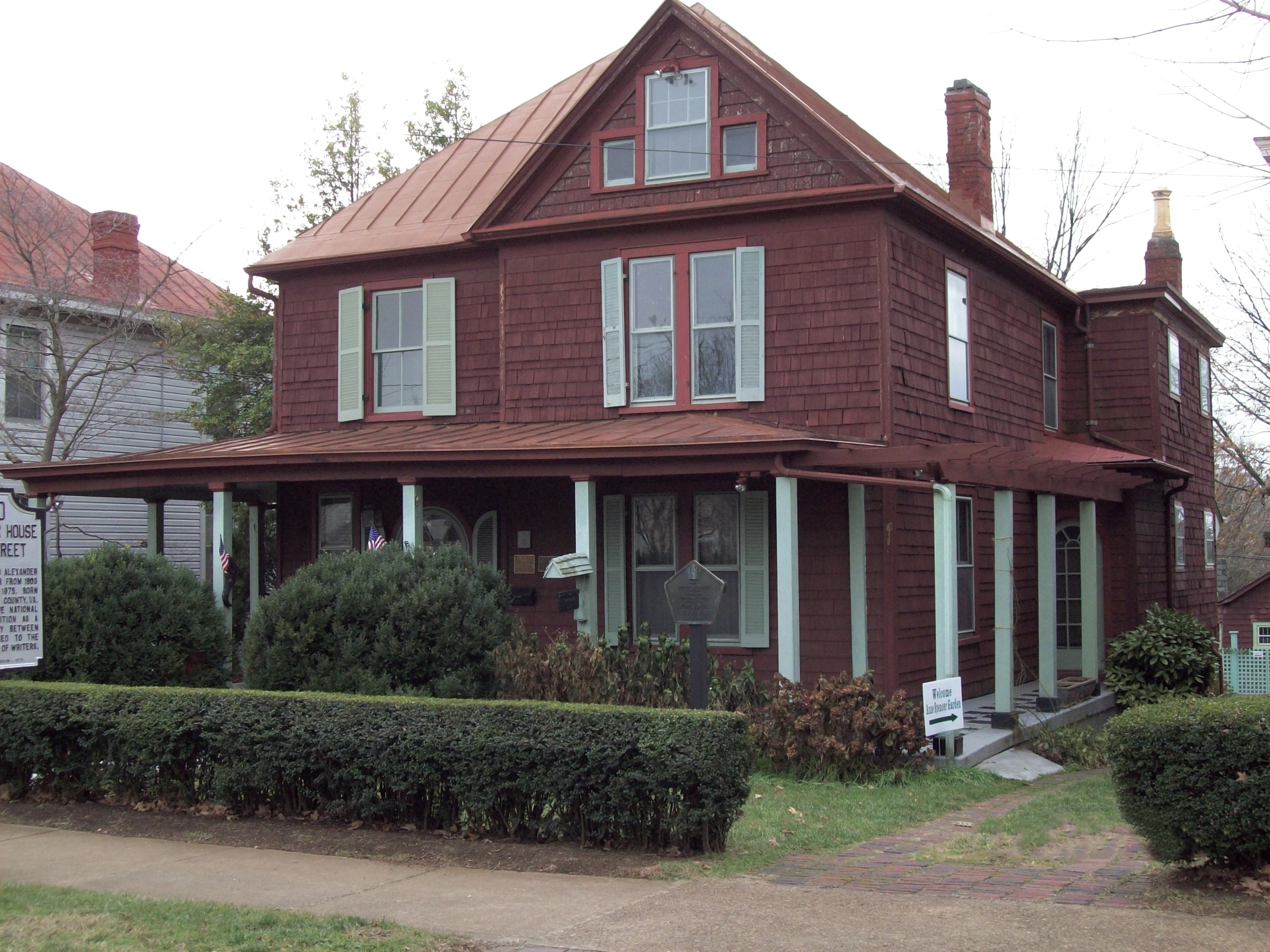
خانه اسپنسر لینچبرگ ۰۸